# Следствие ведут ЗнаТоКи. Повинную голову…
«Следствие ведут ЗнаТоКи. Повинную голову…» — детективный телефильм 1971 года из серии фильмов «Следствие ведут ЗнаТоКи».
Оригинальный рассказ О. и А. Лавровых, по которому был создан фильм, называется «Естественная убыль». Кроме того, инспектор Михаил Константинович там носит другую фамилию: не Токарев, а Смолокуров (фамилия на «То-» в фильме, возможно, была связана с планами заменить им в следующих сериях Томина, который должен был погибнуть в фильме «Побег»). Но при этом в позднем рассказе «Шантаж» он уже фигурирует как Токарев, соответственно фильму. Рассказ значительно обширнее, чем фильм: в фильм не включены попытки подкупить Знаменского и не описана дальнейшая судьба Масловой (она умирает в заключении).

## Сюжет
Знаменский расследует дело о хищениях в кондитерском цехе при ресторане «Ангара», по которому проходят подследственными заместитель директора Кудряшов и заведующая производством Маслова. Преступники путём манипуляции с рецептами (добавление в крем маргарина вместо масла, в конфеты — водки вместо коньяка и так далее) создавали излишки продуктов, а доход от произведённого из них товара присваивали. Кудряшов — откровенный жулик, ничуть не раскаивающийся в своих действиях и лишь жалеющий, что попался. А вот Маслова вызывает у следователя сочувствие: мать двоих детей, безоглядно любящая мужа-эгоиста, она почти не тратила преступно добытые деньги на себя, вместо этого постоянно покупала мужу дорогие вещи, а обедом кормила его в ресторане. Детям она накупила одежды и обуви на несколько лет вперёд, очевидно, понимая, что рано или поздно попадётся, и стремясь обеспечить их на время своего пребывания в тюрьме.
Искренне сочувствуя Масловой, Знаменский после проведения необходимых следственных мероприятий освобождает её до суда под подписку о невыезде, чтобы дать возможность побыть с мужем и детьми. Однако это чуть было не приводит к трагедии. Муж, который в былые спокойные времена охотно принимал дорогие подарки, предпочитая не задумываться, откуда у жены на них деньги, теперь более всего озабочен тем, как бы осуждение Масловой не сказалось на его репутации и карьере (он работает в каком-то важном институте). Он устраивает жене истерику и фактически выгоняет её из дома. Полностью лишённая поддержки, Маслова решает бежать на море, пробыть там несколько недель, пока не кончатся деньги, и покончить с собой. Когда она не является на очередной допрос, следователь вынужден доложить руководству о нарушении ею подписки. Маслова должна быть арестована, после чего она уже не выйдет из тюрьмы до суда, а Знаменский получит взыскание за её побег.
Чтобы спасти друга от неприятностей, Томин берет отгулы и частным порядком находит Маслову. Он убеждает её добровольно явиться к следователю. Знаменский получает возможность оставить Маслову под подпиской о невыезде. Он рассказывает мужу подследственной о письме из института, где просят прояснить степень осведомлённости Маслова о махинациях жены и вовлечённости его в эти махинации. Знаменский даёт понять Маслову, что считает его морально ответственным за преступления жены и что ответ на письмо будет целиком зависеть от того, сможет ли Маслов обращаться с женой по-человечески.
В этом фильме впервые появляется инспектор ОБХСС Михаил Константинович Токарев, который впоследствии будет появляться в делах с экономическим уклоном. За свою фамилию он получит у Знатоков ироническое прозвище «запасное То». Кудряшов появляется ещё в деле № 6 «Шантаж» — Знаменский встречается с ним в ИТК, где Кудряшов отбывает наказание.

## В ролях
- Георгий Мартынюк — Знаменский
- Леонид Каневский — Томин
- Эльза Леждей — Кибрит
- Анатолий Грачёв — Михаил Токарев
- Анна Антоненко-Луконина — Ирина Сергеевна Маслова
- Валентин Смирнитский — Николай Маслов
- Леонид Броневой — Кудряшов
- Семён Соколовский — полковник Скопин
- Всеволод Давыдов — капитан
- Сергей Смирнов — ревизор
- Мария Андрианова — Варвара Дмитриевна Федотова
- Леонид Платонов — Пётр Васильевич Федотов
- Кирилл Глазунов — конвоир
- Валентина Мартынюк — Нина, дежурная в тюрьме
- Галина Васькова — охранница

## Съёмочная группа
- Авторы сценария: Ольга Лаврова, Александр Лавров
- Режиссёр: Вячеслав Бровкин
- Композитор: Марк Минков
- Государственный симфонический оркестр кинематографии
  - Дирижёр: Эри Клас